# Palác Łazienki
Palác Łazienki je královské historické sídlo zbudované ve Varšavě na levém břehu řeky Visly.

## Historie
Objekt byl vybudován roku 1793 daleko od města Varšavy. Jak se však postupem času metropole Polska rozrůstala, dosáhla až k paláci Łazienki a čtyřiasedmdesáti hektarovému parku rozkládajícímu se v jeho těsném okolí. Vlivem toho se areál ocitl na okraji centrální části města. Původně se v místech, kde je palác zbudován, nacházely lázně ze 17. století, které byly dle návrhu italského architekta Dominica Merliniho přebudovány na okázalý palác v klasicistním slohu. Jako své letní sídlo objekt využíval i poslední polský monarcha Stanislav II. August Poniatowski. Postupně se komplex budov rozrůstal, když k zámku přibylo divadlo, vila Bílý dům či oranžérie. Další stavební úpravy byly realizovány v okolí paláce, kde vznikly vodní kanály či stezky, vlivem čehož se celý areál proměnil na park a zahradu v anglickém stylu. Od roku 1818 si může veřejnost přijít zámek prohlédnout.
Vlastní zámek se nachází na ostrově umístěném do středu umělého jezírka. V centrální budově, označované za „Palác na ostrově“, je možné zhlédnout výtvarná díla či si prohlédnout galerie. Nacházelo se zde až 2500 výtvorů. Sice byla část z maleb poničena nebo rozkradena, nicméně obrazy ze sbírky vytvářené Stanislavem Augustem zůstaly zachovány. V domě se dále nachází jídelna, ve které polský král pořádal pravidelné čtvrteční večerní programy, jejichž hosty bývaly významné osoby jak kulturního, tak rovněž i politického života.